# Aventura (RPG)

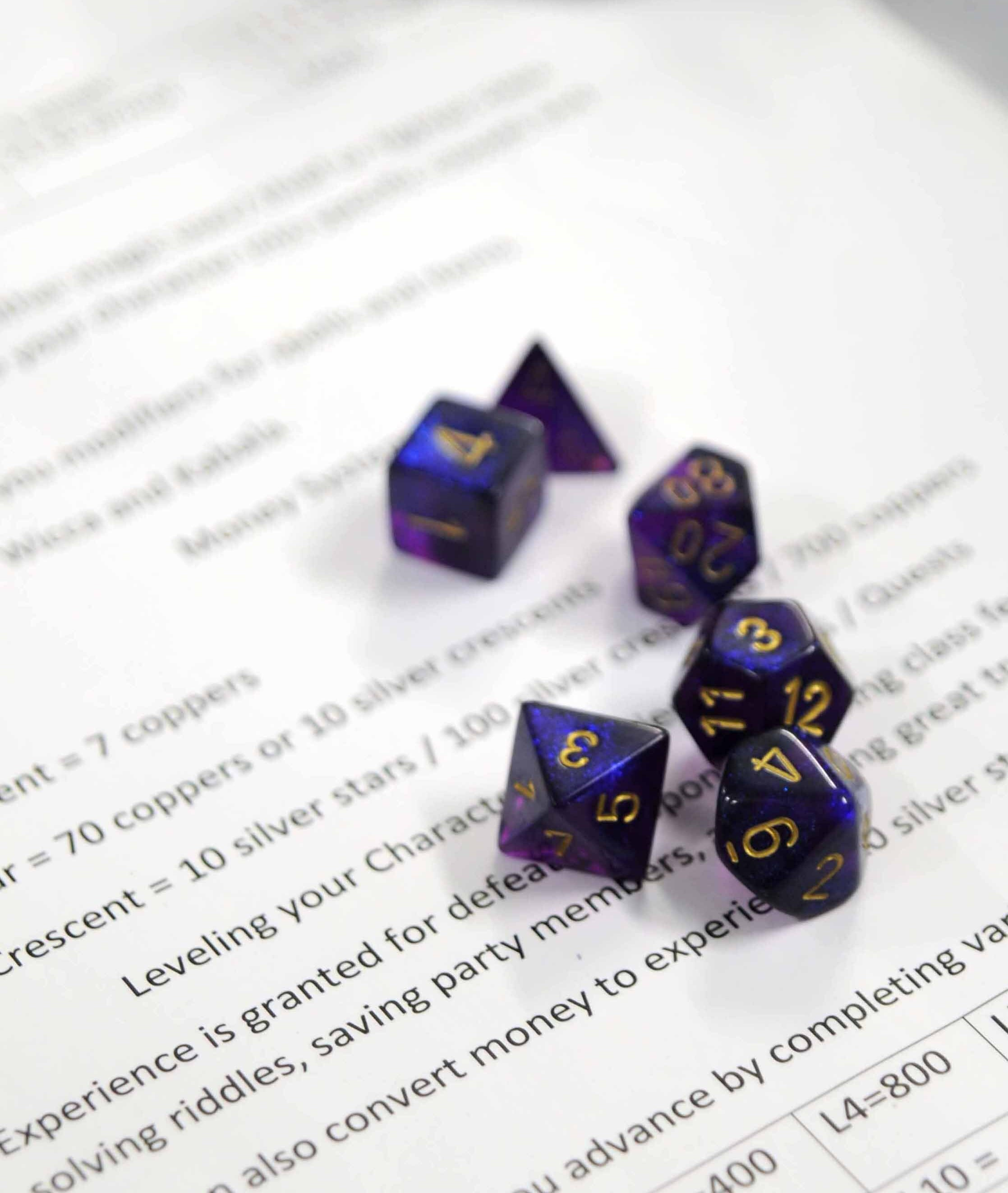
6 dados Somador de base operacional de contingência, Dados de role-playing

Nos jogos de RPG, uma aventura ou módulo é um livro ou uma coleção com detalhes de enredo, personagens e localizações usados por um Mestre para gerenciar o enredo ou a história em um jogo. O termo módulo foi popularizado pelas primeiras edições de Dungeons & Dragons (D&D),  fazendo referência ao "módulo de masmorra", usado para se referir às primeiras aventuras publicadas pela TSR.